# Vieillevie
Vieillevie est une commune française, située dans le département du Cantal en région Auvergne-Rhône-Alpes. Sur son territoire se trouve le point le plus bas en altitude du département.

## Géographie
Entre Saint-Projet-de-Cassaniouze et Entraygues-sur-Truyère, Vieillevie est un village au bord du Lot, typique et chaleureux.
C'est l'endroit topographique le plus bas du Cantal avec 188 mètres d'altitude.

### Communes limitrophes
Les communes limitrophes sont  Cassaniouze, Conques-en-Rouergue, Junhac, Le Fel, Montsalvy et Sénergues.
| Cassaniouze                   | Junhac              | Montsalvy        |
|                               | Vieillevie          | Le Fel (Aveyron) |
| Conques-en-Rouergue (Aveyron) | Senergues (Aveyron) |                  |

### Climat
Pour des articles plus généraux, voir Climat d'Auvergne-Rhône-Alpes et Climat du Cantal.
En 2010, le climat de la commune est de type climat océanique altéré, selon une étude du CNRS s'appuyant sur une série de données couvrant la période 1971-2000. En 2020, Météo-France publie une typologie des climats de la France métropolitaine dans laquelle la commune est exposée à un climat de montagne ou de marges de montagne et est dans une zone de transition entre les régions climatiques « Ouest et nord-ouest du Massif Central » et « Sud-est du Massif Central ». 
Pour la période 1971-2000, la température annuelle moyenne est de 12,4 °C, avec une amplitude thermique annuelle de 16,2 °C. Le cumul annuel moyen de précipitations est de 1 014 mm, avec 12,3 jours de précipitations en janvier et 7,3 jours en juillet. Pour la période 1991-2020, la température moyenne annuelle observée sur la station météorologique de Météo-France la plus proche, sur la commune de Sénezergues à 6 km à vol d'oiseau, est de 12,3 °C et le cumul annuel moyen de précipitations est de 1 137,8 mm,. Pour l'avenir, les paramètres climatiques de la commune estimés pour 2050 selon différents scénarios d'émission de gaz à effet de serre sont consultables sur un site dédié publié par Météo-France en novembre 2022.

## Urbanisme

### Typologie
Au 1er janvier 2024, Vieillevie est catégorisée commune rurale à habitat très dispersé, selon la nouvelle grille communale de densité à 7 niveaux définie par l'Insee en 2022.
Elle est située hors unité urbaine. Par ailleurs la commune fait partie de l'aire d'attraction d'Aurillac, dont elle est une commune de la couronne,. Cette aire, qui regroupe 85 communes, est catégorisée dans les aires de 50 000 à moins de 200 000 habitants,.

### Occupation des sols
L'occupation des sols de la commune, telle qu'elle ressort de la base de données européenne d’occupation biophysique des sols Corine Land Cover (CLC), est marquée par l'importance des forêts et milieux semi-naturels (70 % en 2018), en augmentation par rapport à 1990 (69,1 %). La répartition détaillée en 2018 est la suivante : 
forêts (66,7 %), prairies (26,9 %), milieux à végétation arbustive et/ou herbacée (3,3 %), zones agricoles hétérogènes (3,1 %). L'évolution de l’occupation des sols de la commune et de ses infrastructures peut être observée sur les différentes représentations cartographiques du territoire : la carte de Cassini (XVIIIe siècle), la carte d'état-major (1820-1866) et les cartes ou photos aériennes de l'IGN pour la période actuelle (1950 à aujourd'hui).

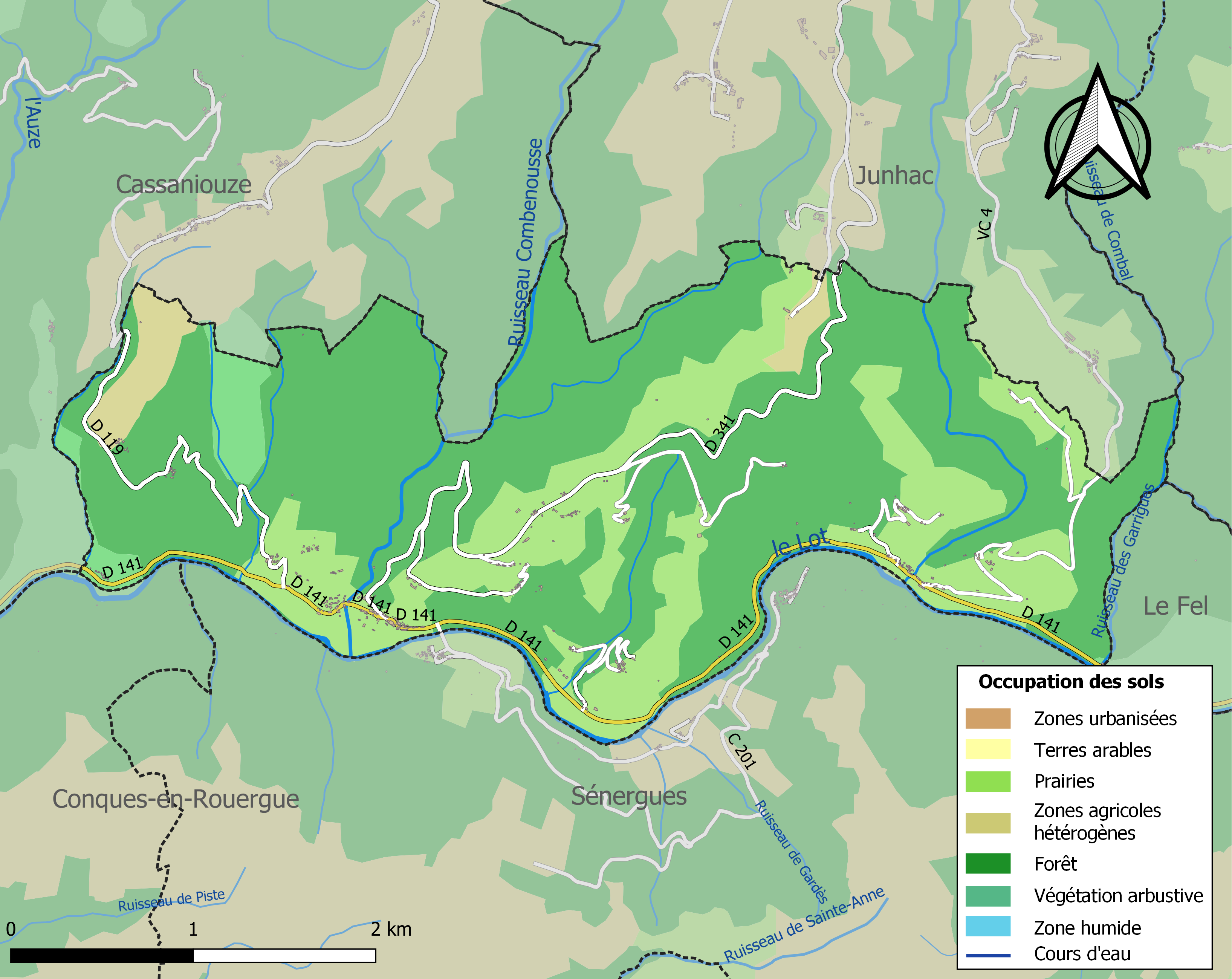
Carte des infrastructures et de l'occupation des sols de la commune en 2018 (CLC).

### Habitat et logement
En 2018, le nombre total de logements dans la commune était de 135, alors qu'il était de 124 en 2013 et de 122 en 2008.
Parmi ces logements, 44,6 % étaient des résidences principales, 50,2 % des résidences secondaires et 5,2 % des logements vacants. Ces logements étaient pour 98,5 % d'entre eux des maisons individuelles et pour 1,5 % des appartements.
Le tableau ci-dessous présente la typologie des logements à Vieillevie en 2018 en comparaison avec celle du Cantal et de la France entière. Une caractéristique marquante du parc de logements est ainsi une proportion de résidences secondaires et logements occasionnels (50,2 %) supérieure à celle du département (20,4 %) et à celle de la France entière (9,7 %). Concernant le statut d'occupation de ces logements, 93,4 % des habitants de la commune sont propriétaires de leur logement (93,1 % en 2013), contre 70,4 % pour le Cantal et 57,5 pour la France entière.
| Typologie                                               | Vieillevie | Cantal | France entière |
| ------------------------------------------------------- | ---------- | ------ | -------------- |
| Résidences principales (en %)                           | 44,6       | 67,7   | 82,1           |
| Résidences secondaires et logements occasionnels (en %) | 50,2       | 20,4   | 9,7            |
| Logements vacants (en %)                                | 5,2        | 11,9   | 8,2            |

## Toponymie
Le nom de la localité est attesté sous la forme latinisée Veteri Via au XIVe siècle.
Le sens global est celui de « vieille voie, vieille route ».
Selon Jean-Baptiste de Ribier du Châtelet dans un ouvrage relatif au département du Cantal publié en 1857, la commune de Vieillevie dépend du canton de Montsalvy et de l'arrondissement d'Aurillac. Elle est bornée au nord par celles de Cassaniouze et de Junhac; au sud, par la rivière du Lot, qui la sépare du département de l'Aveyron (commune de Sénergues) ; à l'est, par la commune de Montsalvy et le département de l'Aveyron (commune d'Entraygues), et à l'ouest, par le ruisseau du Soulou, qui la limite du côté de la commune de Cassaniouze. Elle est arrosée par le Lot et les ruisseaux du Soulou, de l'Espau, de la Bouriotte, de la Croie ou de Fournico, de Comberousse, etc.
Au milieu du XIXe siècle, l'étendue du territoire de la commune de Vieillevie est de 950 hectares, dont 200 hectares en terres cultivées, 50 hectares en prés et pacages, 40 hectares en bois taillis et futaies, 200 hectares en châtaigneraies, donnant un excellent produit qui sert à la nourriture des habitants et fournit à l'exportation, 60 h. en vignes dont le vin est médiocre, mais qui utilisent des coteaux maigres et chauds ; enfin, 500 h. en terres vagues, rochers et bruyères, ce qui fait le tiers de l'étendue de la commune. Le sol est rocailleux et très accidenté. Il offre des pentes rapides et souvent fouillées par des torrents lors des grandes pluies.
La population de la commune du Vieillevie est de 503 habitants (en 1806). Il y a 11 villages, 19 hameaux et 81 maisons. Toujours, selon Jean-Baptiste de Ribier, les villages et hameaux de la commune sont au XIXe siècle :
1° Aynès, village sur le Lot, à l'est du bourg. Il a existé un prieuré sous le nom de Notre Dame d'Aynès.
2° Blanadet, village sur les ruisseaux de Comberousse et de Las Garrigues, à leur jonction.
5° Borie (la), village sur un petit plateau.
4° Bouriotte (la), hameau.
5° Bruel (le), village.
6° Combe du Fabre (la), hameau.
7° Condamine (la), village dans un vallon, à l'est du chef-lieu.
8° Croux (la), hameau.
9° Esclouts, hameau.
10° Espaux, village sur le Lot, à l'ouest du bourg.
11° Fleys(le), village situé au tiord de Vieillevie, sur une arête étroite ayant une gorge à l'ouest et plusieurs ravins à l'est.
12° Fontanelles (les), hameau.
15° Frons, village
14° Galippe (la), village
15° Garric (le), hameau
16° Garrigue (la), hameau
17° Malbert, village
18° Mazet (le), hameau
19° Pont (le), hameau
20° Port (le), village sur le Lot, à l'est de Vieillevie.
21° Puech (le), village sur le ruisseau de Comberousse et au nord du bourg
22° Puech Mège, village non loin de Port
23° Riboutou, hameau
24° Soulier (le), hameau
25° Soulou (le), hameau
26° Tensouses (les), château, aujourd'hui inhabité
27° Vidalie (la), hameau.

## Histoire
Selon Jean-Baptiste de Ribier du Châtelet dans un ouvrage relatif au département du Cantal publié en 1857, le chef-lieu, Vieillevie, est un petit bourg situé sur le Lot. Il est animé par la navigation de la rivière sur laquelle on embarque beaucoup de bois destinés à faire des tonneaux. On y voit quelques maisons bien bâties et un ancien château composé de quatre tours rondes sans créneaux et en ruines. Ce château, dominant le bourg et la rivière, a une physionomie pittoresque; on y remarque encore la prison et les caveaux ; les fenêtres sont croisées, et les cheminées portent des écussons malheureusement dégradés. De pauvres gens l'habitent.
L'église est sous l'invocation de saint Laurent. Beaucoup de personnes viennent invoquer son saint patron pour être guéries des maux de dents. Une tour carrée sert de clocher.
Vieillevie était un prieuré au XIIIe siècle. Frère B. était recteur de Vieillevie en 1282 ; Zacharie Veyssier en 1557; N. Raymond de Turlande en 1371 ; Jean Lacrots en 1599 ; Jean Fleys en 1601 ; autre Jean Fleys en 1742 ; Guillaume Castanié en 1771.
L'église de Vieillevie a été illustrée par la présence du père Bridaine, qui vint y prêcher une retraite.
La seigneurie de ce lieu était divisée entre les seigneurs de Vieillevie proprement dits, le prévôt de Montsalvy, le chapitre de Conques, les religieuses de Saint-Projet, le seigneur de Junhac, etc.
Il a existé une famille de Vieillevie. Guillaume de Vieillevie, chevalier, servit en 1219 de témoin pour Henri Ier, comte de Rodez. Pierre de Vieillevie fut bailli des montagnes d'Auvergne vers l'an 1224. N. Aymery de Vieillevie, damoiseau, garde-scel de la prévôté de Montsalvy, intervint en 1282 dans un arbitrage entre les consuls de la ville et le monastère de Montsalvy. Cibille de Vieillevie était dame de la Salle, prés Montsalvy, en 1405. Antoine de Vieillevie, co-seigneur d'Auberoque, fut aussi seigneur de la Salle en 1450. Cette terre passa à Arnaud du Monastier, seigneur du dit lieu, et fut plus tard transmise à la famille de Montarnal, Antoinette du Monastier ayant épousé, en 1487, N. Amaury de Mouret de Montarnal. La généalogie montre un Guillaume de Montarnal en 1200. Plus tard, le fief de Montarnal passa, par alliance, à la famille de Mouret qui en prit le nom. Amaury de Mouret devint seigneur de Vieillevie par son mariage avec Antoinette du Monastier. Leur fils, Gaspard de Mouret, fut seigneur dudit lieu, de Montarnal, Châteauvieux, Montlausy et du château de Vieillevie, etc. Il vivait en 1527, et avait servi avec distinction, ainsi qu'Amaury, son père. N. Antoine de Mouret était gentilhomme de la chambre du roi et seigneur de Vieillevie en 1510. Victor de Mouret, baron de Montarnal, seigneur de Vieillevie, Pagas, etc., fit ses preuves en 1666 devant M. de Fortia, intendant d'Auvergne. La famille de Mouret de Montarnal s'était alliée avec celles d'Escorailles, Murat, Merinhac, La Valette, (Lardailhac de Groslée , etc. La terre de Vieillevie fut unie à celle de Junhac. En 1777, François Figeagols de La Grange, trésorier de France à Montauban, portait le titre de baron de Montarnal et possédait les seigneuries de Vieillevie, Junhac, etc.
Vieillevie a donc été à partir du Moyen Âge le siège d'une seigneurie, comme en témoigne son château. Selon Jean-Baptiste de Ribier, la seigneurie de Vieillevie relevait de la baronnie de Calvinet.
Selon Jean-Baptiste de Ribier, le lieu-dit : Les Tensouses, était un ancien fief qui a appartenu à la famille de Trémouille, puis à la famille de Conquans. Noble Hugues de Conquans était seigneur des Tensouses en 1580, et Guillaume en 1589. En 1636, Bernard de Conquans, seigneur des Tensouses, fut blessé à mort dans un duel avec Louis de Vielval, seigneur de Favars. Avant la révolution de 1789, la propriété des Tensouses appartenait au sieur de Figeagol, qui en était seigneur en 1777.
Parmi la liste des seigneurs successifs de Vieillevie reconstituée à partir d'archives, nous citerons :
- Guillaume de Vieillevie, chevalier et seigneur de Vieillevie, né vers 1175 et vivant en 1219,
- Pierre de Vieillevie, né vers 1200, chevalier, seigneur de Vieillevie et bailli des montagnes d'Auvergne en 1224,
- Aimery de Vieillevie - a priori petit-fils du précédent - né vers 1250, damoiseau, seigneur de Vieillevie et garde des sceaux de la prévôté de Montsalvy,
- Rolland de Vieillevie, né vers 1275, seigneur de Vieillevie,
- Jean de Vieillevie né vers 1300, seigneur de Vieillevie, dont notamment une fille :
- Souveraine de Vieillevie, dame de Vieillevie, née vers 1325 et mariée à Guy de Vixouze vers 1345.

L' histoire de la famille Vieillevie ne s'arrête pas à cette liste, puisqu'on retrouve notamment plus tard Sybille de Vieillevie comme dame de La Salle près de Montsalvy en 1405 et Antoine de Vieillevie co-seigneur d'Auberoque et seigneur de La Salle en 1450.
Par contre, vers 1345, la seigneurie et le château de Veillevie passent (vente vraisemblable de ce fief de Vieillevie qui constituait peut-être la dot de Souveraine, vu la date) à :
- Guillaume II Rolland, bourgeois d'Aurillac, qui est cité comme seigneur de Vieillevie en 1345 et en 1357 et dont le père prénommé également Guillaume 1er est sénéchal du Rouergue et seigneur de Cromières et de Villecomtal,
- La fille de Guillaume II Rolland - Béatrix Rolland de Cromières - est dame de Vieillevie et mariée à Guillaume ou à Pierre Bernard de Monestiès ou de Monastier, seigneur de Monestiès, d'où :
- Jean de Monastier, seigneur de Monestiès et de Vieillevie , marié à Catherine de Lescure et décédé entre 1470 et 1477, d'où :
- Arnaud de Monastier, seigneur de Vieillevie et marié  en 1465 à Benoîte de Cazillac, d'où :
- Anthonie de Monastier, dame de Vieillevie, mariée en 1479 à Amaury de Moret, seigneur de Moret.

Via ce mariage, la seigneurie passe ensuite aux Moret, et donc au fils du couple précédent : 
- Gaspard de Moret, seigneur de Veillevie, marié en 1501 à Gabrielle de Murat de Lestang, d'où :
- Antoine de Moret, baron de Montarnal et seigneur de Vieillevie, marié en 1546 à Antoinette de Marcenac, d'où :
- Pierre de Moret, baron de Montarnal et seigneur de Vieillevie, marié en 1587 à Jeanne de la Valette, d'où :
- Antoine de Moret, seigneur du Puech et de Vieillevie, marié en 1636 à Claude de Cardaillac, d'où :
- Henri-Victor de Moret, baron de Montarnal et seigneur de Vieillevie marié en 1662 à Marguerite Victoire de Grolée de Peyre.

A la veille de la Révolution (en 1777), c'est François Figeagols de La Grange (1725-1791) - Trésorier de France (1759), président du bureau des Finances de Montauban (1767), Receveur général des fermes du Roi (1776-1778), était baron de Montarnal et dernier seigneur de Vieillevie, il meurt le 13 octobre 1791 à Paris 10e ancien (rue du Bac - quai Voltaire). Il était marié à Marie Sabine Aubry dite de Castelnau (ca 1740-1812) et laisse quatre fils dont le dernier survivant, né en 1772 et décédé en 1842 : Antoine Joseph Eléonore Figeagols de La Grange (dit Lagrange - Sansac) marié le 26 novembre 1806 à Bournazel (12) à Marie Thérèse Louise Malaval, lectrice de liturgie romaine au château de Bournazel né en 1771 et décédée le 30 mars 1860 en la maison du sieur Davet, son gendre - Anglars-Saint-Félix (12).

## Politique et administration
| Période                                  | Période  | Identité               | Étiquette | Qualité |
| ---------------------------------------- | -------- | ---------------------- | --------- | ------- |
| Les données manquantes sont à compléter. |          |                        |           |         |
| avant 1995                               | ?        | Raymond Gratio         |           |         |
| mars 2008                                | En cours | Jean-Louis Recoussines | DVD       | Artisan |

## Démographie
L'évolution du nombre d'habitants est connue à travers les recensements de la population effectués dans la commune depuis 1793. Pour les communes de moins de 10 000 habitants, une enquête de recensement portant sur toute la population est réalisée tous les cinq ans, les populations de référence des années intermédiaires étant quant à elles estimées par interpolation ou extrapolation. Pour la commune, le premier recensement exhaustif entrant dans le cadre du nouveau dispositif a été réalisé en 2007.

En 2022, la commune comptait 104 habitants, en évolution de −6,31 % par rapport à 2016 (Cantal : −1,08 %, France hors Mayotte : +2,11 %).
| 1793 | 1800 | 1806 | 1821 | 1831 | 1836 | 1841 | 1846 | 1851 |
| ---- | ---- | ---- | ---- | ---- | ---- | ---- | ---- | ---- |
| 489  | 431  | 503  | 500  | 484  | 540  | 545  | 553  | 527  |

| 1856 | 1861 | 1866 | 1872 | 1876 | 1881 | 1886 | 1891 | 1896 |
| ---- | ---- | ---- | ---- | ---- | ---- | ---- | ---- | ---- |
| 563  | 546  | 557  | 536  | 540  | 546  | 533  | 515  | 487  |

| 1901 | 1906 | 1911 | 1921 | 1926 | 1931 | 1936 | 1946 | 1954 |
| ---- | ---- | ---- | ---- | ---- | ---- | ---- | ---- | ---- |
| 444  | 406  | 385  | 370  | 373  | 338  | 319  | 313  | 266  |

| 1962 | 1968 | 1975 | 1982 | 1990 | 1999 | 2006 | 2007 | 2012 |
| ---- | ---- | ---- | ---- | ---- | ---- | ---- | ---- | ---- |
| 233  | 213  | 194  | 197  | 146  | 114  | 115  | 114  | 112  |

| 2017 | 2022 | - | - | - | - | - | - | - |
| ---- | ---- | - | - | - | - | - | - | - |
| 111  | 104  | - | - | - | - | - | - | - |

## Vie locale

### Sport
Vieillevie compte quelques clubs de sport, notamment de foot (Club de Foot Vieillevie), tennis, canoë et kayak.

## Culture locale et patrimoine

### Lieux et monuments
- Château de Vieillevie du XIe siècle  Inscrit MH (1993)[18].
- Église Saint-Laurent.

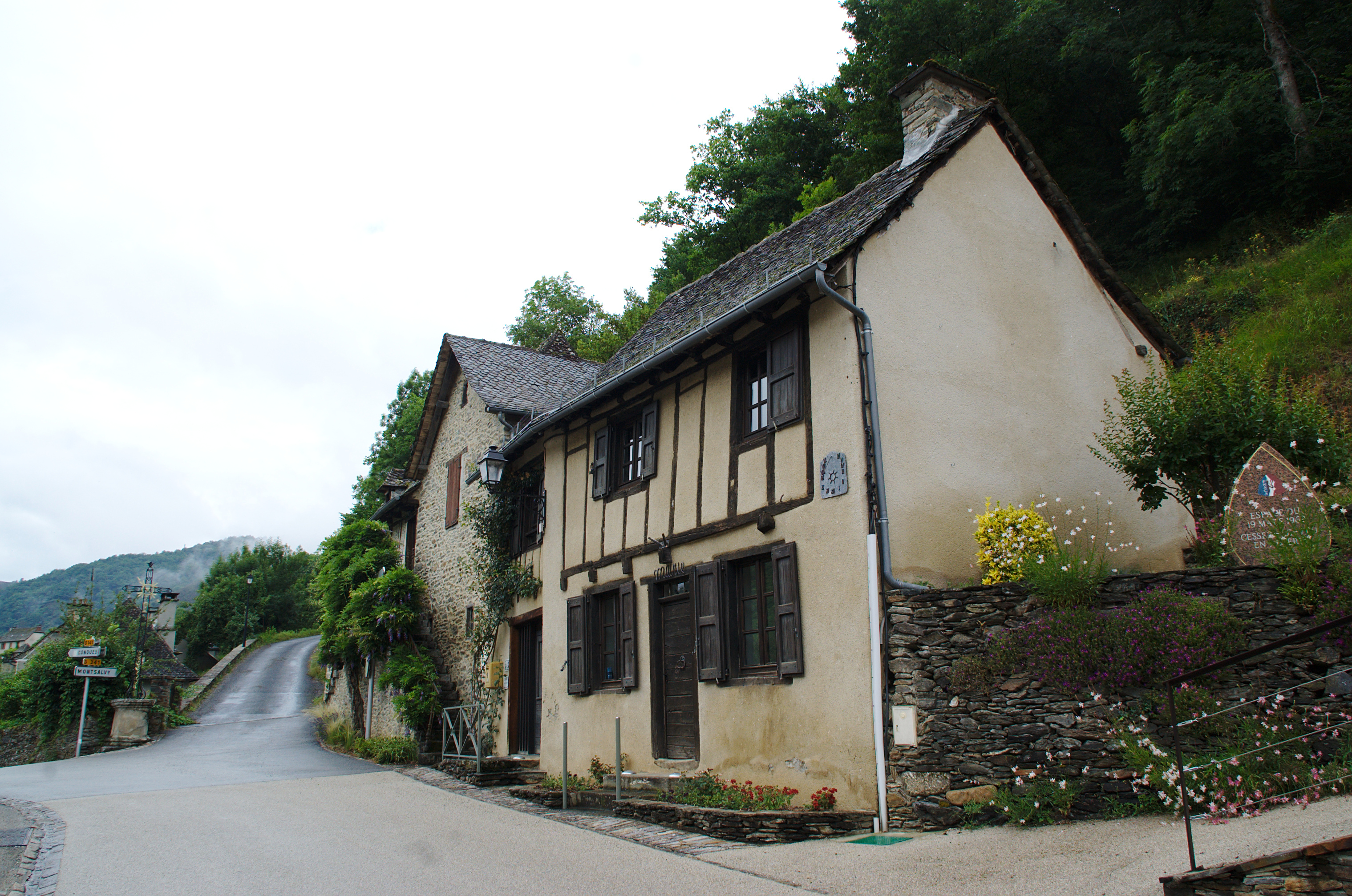
La mairie.
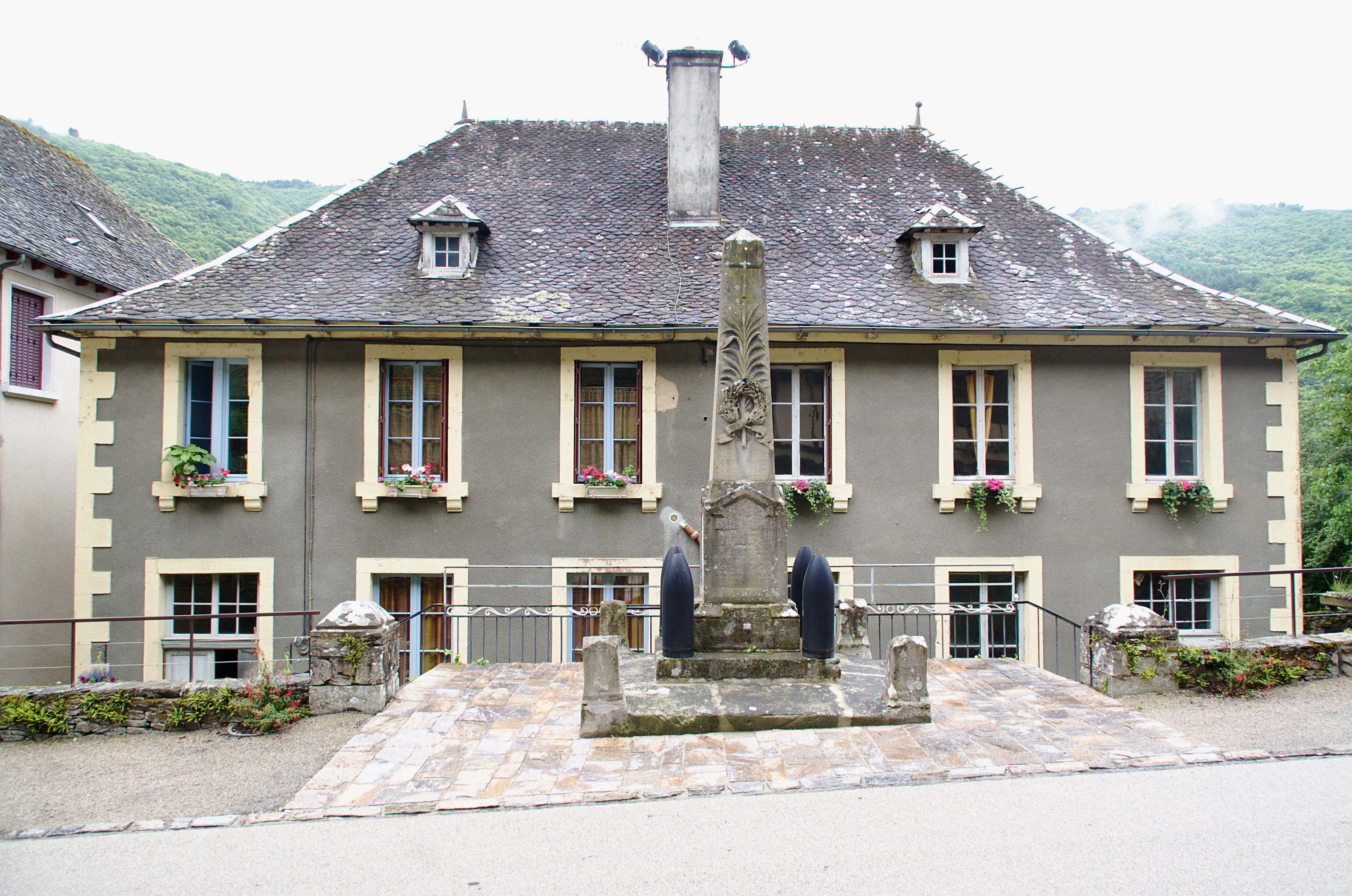
Le monument aux morts.
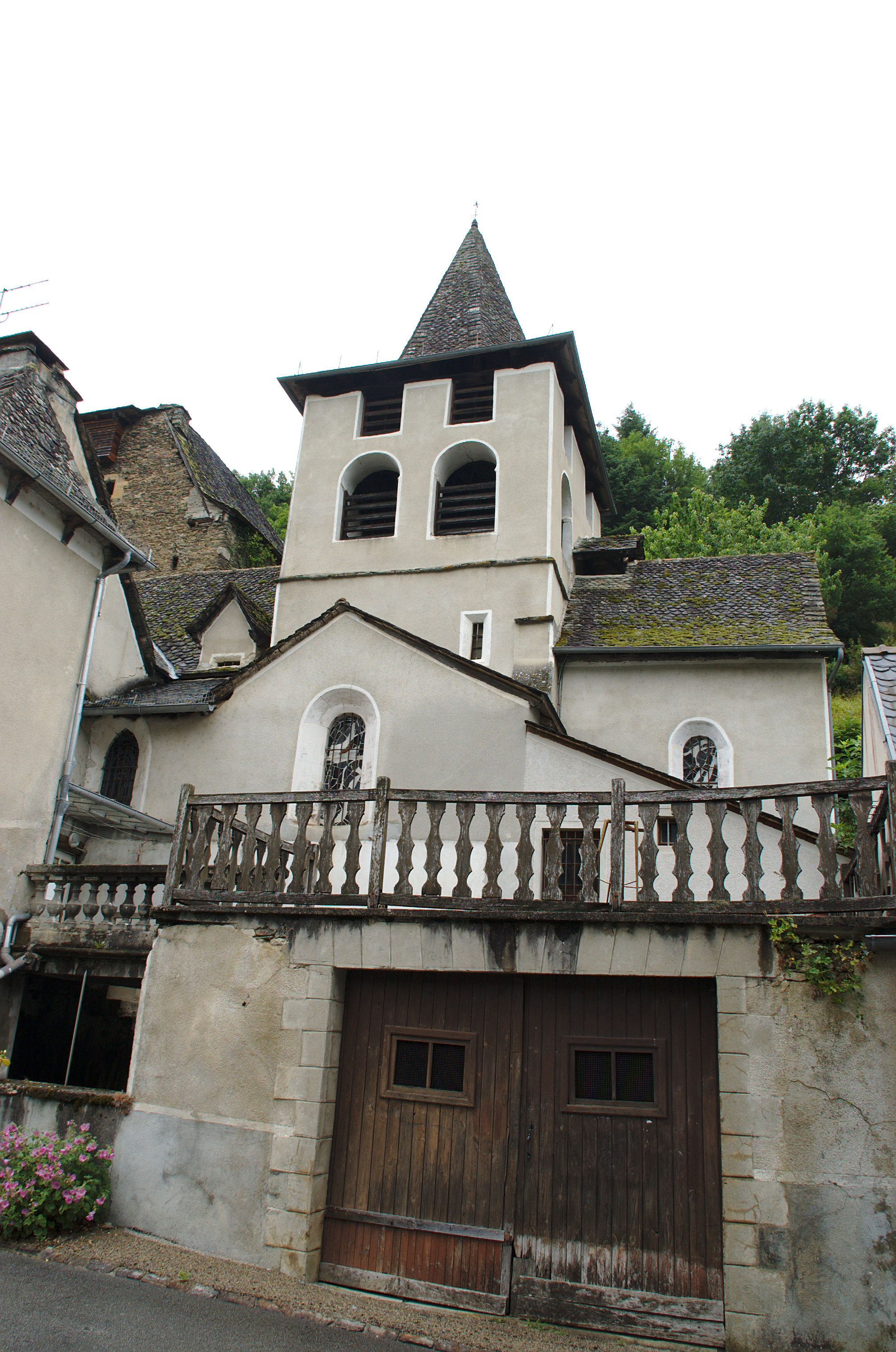
L'église.